# The Purge
The Purge (bra: Uma Noite de Crime; prt: A Purga) é um filme norte-americano de terror, ação e distopia de 2013, escrito e dirigido por James DeMonaco. O filme é estrelado por Ethan Hawke, Lena Headey, Adelaide Kane e Max Burkholder como membros de uma família rica que se veem em perigo por uma gangue de assassinos durante o expurgo anual, uma noite em que todos os crimes, incluindo o assassinato, são temporariamente legais.
The Purge estreou no Stanley Film Festival em 2 de maio de 2013 e foi lançado nos cinemas dos Estados Unidos pela Universal Pictures em 7 de junho de 2013. O filme arrecadou US$ 91 milhões contra um orçamento de US$ 3 milhões.
É o primeiro filme da franquia The Purge. Uma sequência, subtitulada Anarquia, foi lançada mundialmente em 18 de julho de 2014. Um terceiro filme, Ano da Eleição, foi lançado em 1º de julho de 2016, e uma prequela, The First Purge, foi lançada em 4 de julho de 2018. Uma série de televisão, ambientada entre o segundo e o terceiro filmes, foi ao ar por duas temporadas de 4 de setembro de 2018 a 17 de dezembro de 2019. Um quinto filme, The Forever Purge, foi lançado em 2 de julho de 2021.

## Enredo
Em 2014, os Novos Pais Fundadores da América, um partido político totalitário, aprova uma lei que sanciona um "expurgo" anual: durante 12 horas por ano todo crime, incluindo assassinato, incêndio criminoso, roubo e estupro, é legal durante o período, exceto contra funcionários do governo, e todos os serviços de emergência ficam indisponíveis. Em 2022, os Estados Unidos tornaram-se praticamente livres de crimes e a taxa de desemprego caiu para 1%, ostensivamente por causa do expurgo.
James Sandin volta para sua casa em um condomínio fechado em Los Angeles para esperar a noite com sua esposa Mary e seus filhos, Zoey e Charlie. A família tem certeza de que o sistema de segurança fabricado pela empresa de James os manterá seguros. Enquanto a família aguarda o início do expurgo, Zoey encontra o namorado Henry, um garoto mais velho de quem James não gosta, considerando-o velho demais para a filha. James habilita o sistema de segurança e, quando a limpeza começa, a família se dispersa em sua casa para seguir suas rotinas normais.
Zoey retorna ao seu quarto para encontrar inesperadamente Henry, que havia voltado antes do sistema de segurança, e diz que planeja confrontar o pai dela sobre o relacionamento deles. Enquanto isso, Charlie observa os monitores de segurança e vê um homem ferido pedindo ajuda. Ele desativa temporariamente o sistema para permitir que o homem entre em casa. James corre para reativar o sistema e mantém o homem à mão armada. Henry desce as escadas e puxa uma arma para James, mas James atira de volta, ferindo mortalmente Henry. Durante o caos, o homem ferido desaparece e se esconde.
Através das câmeras de vigilância, a família testemunha uma gangue de pessoas mascaradas e fortemente armadas chegando ao gramado da frente. O líder os alerta que a não entrega do ferido resultará em uma invasão. Mary pergunta a James se o sistema de segurança os protegerá, mas James admite que o sistema não resistirá a um ataque determinado. Eles decidem encontrar o homem e entregá-lo para a gangue de expurgo, mas depois de capturá-lo, eles percebem que não são melhores que a gangue. Eles decidem poupar o homem e se defender contra a gangue.
Com o prazo final, a gangue consegue entrar na casa. James revida com uma espingarda e mata vários membros antes de ser esfaqueado pelo líder. Charlie vê as câmeras de vigilância e percebe seus vizinhos saindo de casa. Os vizinhos dominam e matam os membros restantes da gangue. Mary é capturada e humilhada por dois expurgadores. Antes que eles possam matá-la, são mortos pelos vizinhos. O líder da gangue reaparece, brandindo uma espingarda para matar a família, mas é morto a tiros por Zoey, que está empunhando a arma de Henry. James não resiste ao ferimento e morre na frente de sua família, deixando-os em lágrimas.
Mary agradece aos vizinhos pelo apoio, mas uma delas, Grace Ferrin, revela seu ódio pelos Sandin devido à riqueza adquirida às suas custas. Eles amarram Mary, Charlie e Zoey, puxando-os para o corredor para matá-los. O homem que Charlie deixou entrar ressurge matando um vizinho e mantendo Grace como refém, forçando os outros a libertarem os Sandin. Mary impede que o estranho mate os outros vizinhos, decidindo que todos eles esperarão o fim do expurgo sem qualquer violência.
Na manhã seguinte, nos últimos minutos do expurgo, Mary, Grace, o estranho e os vizinhos esperam na sala de estar. Mary pergunta a um vizinho, Sr. Halverson, se ele gostou do "Partido da Purificação" de Grace (a reunião dos vizinhos para discutir os planos para os assassinatos), ao qual Halverson afirma. Enquanto Charlie e Zoey lamentam a morte de James, Grace tenta pegar a espingarda de Mary; Mary recupera o controle da espingarda, golpeia Grace e a joga em uma mesa de vidro, pedindo furiosamente o fim da violência. Mary ordena que Grace e os vizinhos saiam de casa quando a sirene toca, sinalizando a conclusão do expurgo. Depois que os vizinhos partem, Mary agradece ao estranho por sua ajuda e ele dá boa sorte aos Sandin, deixando a arma para trás que estava usando.
Durante os créditos, notícias são ouvidas, indicando que a eliminação deste ano foi a mais bem-sucedida até o momento. Outras estações divulgam que o mercado de ações está crescendo devido às vendas maciças de armas e sistemas de segurança. A voz de um homem fala da perda de seu patriotismo após a morte de seus filhos na noite anterior.

## Elenco

#### A Família Sandin
- Ethan Hawke como James Sandin
- Lena Headey como Mary Sandin
- Max Burkholder como Charlie Sandin
- Adelaide Kane como Zoey Sandin

#### Os Vizinhos
- Arija Bareikis como Grace Ferrin
- Tom Yi como Sr. Cali
- Chris Mulkey como Sr. Halverson
- Tisha French como Sra. Halverson
- Dana Bunch como Sr. Ferrin

#### Os Participantes do Expurgo (Purgers)
- Rhys Wakefield como Líder Educado
- John Weselcouch como Participante do Expurgo Intruso
- Alicia Vela-Bailey como Participante Loira do Expurgo
- Mickey Facchinello como Participante Morena do Expurgo
- Boima Blake como Participante do Expurgo
- Nathan Clarkson como Participante do Expurgo
- Jesse Jacobs como Participante do Expurgo
- Aaron Kuban como Participante do Expurgo
- Chester Lockhart como Participante do Expurgo
- Tyler Osterkamp como Participante do Expurgo
- R. J. Wolfe como Participante do Expurgo

#### Outros Personagens
- Edwin Hodge como Estranho Sangrento
- Tony Oller como Henry
- Peter Bzovdas como Dr. Peter Buynak
- Karen Strassman como Apresentadora de Notícias
- Cindy Robinson como a voz do anúncio do Sistema de Transmissão de Emergência do Expurgo (não creditada)